# シーフ
シーフ (thief) とは、本来は「泥棒」「盗人」を意味する言葉であるが、この項ではロールプレイングゲームなどのフィクションに登場する、歴史上の盗賊や暗殺者をモデルにしたプレイヤーキャラクターのクラスについて説明する。ローグ (rogue) 、バーグラー (burglar) などと呼ばれるクラスもシーフに類する。
作品によって、あるいは敵か味方かによってイメージが大きく異なるのが特徴で、味方の場合には石川五右衛門のような義賊をモデルに、敵役の場合には『アリババと40人の盗賊』などの中東の盗賊団やマフィア的な暗殺者をモデルにすることが多い。

## コンピュータRPGでのシーフの在り方

### プレイヤー側の場合

#### ゲーム上の役割
コンピュータRPGにおけるキャラクタークラス（ゲーム内の役割）としてのシーフの成立は、テーブルトークRPGの元祖である『ダンジョンズ&ドラゴンズ』 (D&D) にまでさかのぼる。『D&D』のシーフは、肉体的な能力はファイター（戦士）に及ばず、武装も制限される代わりに、ダンジョン内に仕掛けられた罠の発見・解除、隠し扉の発見、鍵開け、聞き耳を立ててモンスターの気配を探る、身を隠して背後から敵を襲うといった数々の特殊能力を持っており、危険なダンジョンには欠かせない存在となっている。戦闘ではあまり役に立たないが、機転を利かせて立ち回ることのできるクラスである。この傾向は、細かい差異は多々あるものの、ほかのさまざまなテーブルトークRPGにおおむね受け継がれている。
コンピュータRPGの元祖のひとつである『ウィザードリィ』は、『D&D』のコンピュータ上での再現というコンセプトで開発されており、ファイターやクレリック（僧侶、プリースト）などと同様にシーフも移入され、これがコンピュータRPGにシーフが初めて登場する作品となる。だが、シーフはその能力を大きく制限されることとなる。『ウィザードリィ』の初期シリーズでシーフに許されていたのは、わずかに宝箱の罠の種類を判別することと、それを解除することのみであった。戦闘がゲームの中心となるコンピュータRPGにおいて、『D&D』的なシーフの役立つ局面は限られた。それでも、役立つアイテムを手に入れる唯一の手段が宝箱である以上シーフをパーティに組み入れる必要があり、存在意義を失うことはなかった。
『ウィザードリィ』の後のシリーズでは、鍵開けの能力やノンプレイヤーキャラクター (NPC) からスリを働く能力など、本来のシーフの能力を再現する方向で追加がなされている。一方でファイナルファンタジーシリーズをはじめとする日本製コンピュータRPGでは、特殊技能を駆使する軽戦士としての側面が強調される。

#### シーフの上位クラス
また、『ウィザードリィ』が確立した要素のひとつに、上位クラスとしての忍者の存在がある。『ウィザードリィ』の忍者は、シーフより精度は落ちるものの罠の発見・解除が可能で、なおかつ重武装もでき、さらに敵の首を刎ねて一撃で倒すこともできるという万能クラスである。
忍者は初期クラスとしては選択できず、厳しい条件を満たした上でクラスチェンジ（転職）が可能になる。ただし、その条件を無視してクラスチェンジできる秘宝「盗賊の短刀」 (Dagger of Thieves) が存在し、これを使用できるのはシーフのみであった。このために、シーフを忍者にクラスチェンジするまでの下積みと見なす攻略方法が一般化した。後に、『ウィザードリィ』を強く意識したコンピュータRPG『ファイナルファンタジー』（シリーズ第1作）が登場するが、これに登場するシーフは敵から逃げやすいという特性を持っていたものの、活躍の機会は極めて少なく、実質上忍者になるまでの下積みと化していた。
このように、アジア圏では上記の伝統から忍者や暗殺者が上位クラスに選ばれることが多かったが、北米産オンラインゲーム『エバークエスト』ではローグ（シーフ）というアーキタイプ（原型職）の上にブリガンドとスワッシュバックラーという上位クラスが存在する。こちらは厳密な意味で別クラスである忍者や暗殺者と違い、あくまで略奪者と窃盗犯というシーフのイメージを厳守した互換クラスになっている。

## シーフの能力

### 武装
シーフの使用できる武器は、多くのゲームでショートソードやダガーなどサイズの小さいものに限定される。防具は、音を立てず素早く動くために鎧は革製など非金属のものに限定され、盾も小型のターゲット・シールドがせいぜいである。先述した忍者などの上位クラスへの転職により、これらは解消されることがある。
このほか、ゲームによってはダーツ、手裏剣など投擲武器を使用できる。『千夜一夜物語』などの影響から中東で使われたシャムシールなどの彎刀をシーフ用武器と位置づけることもある。

### 能力値
コンピュータRPGでは経験を積むごとにヒットポイント・筋力などの能力値が上がっていくよう設計されていることがほとんどだが、この場合シーフは「素早さ（敏捷・俊敏含む）」や「運」に特化して成長していく。素早さや運が何に影響するのかはゲームデザイン次第であるが、戦闘においては行動の優先度・攻撃回数・回避能力に反映されることが多い。攻撃回数に影響する場合には低い攻撃力をカバーできる可能性が、また回避能力に影響する場合には同じく防御力をカバーできる可能性がある。
素早さが高い一方で、ヒットポイントや筋力などの体力系能力値は低く、ひとたび攻撃を受けるとたちまちピンチに陥ることもある。そのため、ゲームにもよるが回避能力を高めるというのが主流となる。

### 特殊能力
戦闘がゲームの中心になるコンピュータRPGでは、テーブルトークRPGで見られる各種の能力を限定的に、あるいは形を変えて再現している。たとえば、『ファイナルファンタジーV』ではパーティにシーフが1人以上いると、ランダムエンカウンターで不意打ちを一切受けなくなる（警戒、聞き耳といった能力の再現）、隠し通路が見えるようになる（隠し扉を発見する能力の再現）などの特典を受けられる。こういった能力のため、戦闘能力を犠牲にしてもシーフをパーティに組み入れるという選択肢がプレイヤーにとって考慮すべきものとなる。

## シーフが登場するコンピュータゲーム
- イースシリーズ - シリーズ続編では、主人公アドルの相棒として盗賊のドギと盗賊少女のテラが登場。
- ヴァンテージ・マスター - キャラクタークラスのひとつ。素早い動きと飛び道具がウリだが、魔力が低いのが欠点。
- ウィザードリィ - キャラクタークラスのひとつ。宝箱にかけられた罠の解除を主な仕事とする。
- エバークエスト - スカウトアーキタイプというカテゴリーにシーフ系の職業が存在する。同カテゴリーの忍者とは完全に別な珍しい例。
- がんばれゴエモン - 主人公のゴエモンは石川五右衛門をモデルにした義賊。相棒のエビス丸も盗賊である。
- クロノ・クロス - ヒロインのキッドがラジカルドリーマーズという盗賊団に所属する。
- サガシリーズ - 特別なスキルはないが、盗賊という肩書きが物語にしっかり関わるのが特徴。
- Thief - 一匹狼の盗賊ガレットが主人公のFPS。直接戦闘は不得手なため、必然的に隠密行動が主体となる。一応剣（3作目ではダガー）と弓矢も装備しているが、ブラックジャックで敵の後頭部を殴り気絶させるのが基本戦法。気配を消す才能に長けており、暗闇に紛れて身を隠す能力を持つ。ピッキングやスリも得意。
- 大航海時代Online - プレイヤーキャラクターの職業として盗賊がある。冒険家系の職業で、遺跡・墳墓の盗掘などのほかに海賊行為も領分とする。専門スキルは解錠。しかし、海賊行為自体については他に海賊系職（軍人系）が存在し、それらに比べると限定的な能力にとどまっている。
- ドラゴンクエストシリーズ - 『VI』以降の作品（『III』のリメイク作も含む）に、キャラクタークラスのひとつとして盗賊が登場する。ゲームにおいて敵から盗む能力を最初に使ったのは、他のゲームを含めシリーズⅣのトルネコが最初である。
- ファイアーエムブレム - ユニットのクラスのひとつ。シリーズによってスキルが異なる。ほとんどのシリーズで、鍵を使わずに扉や宝箱を開けられる能力を持つ。
- ファイナルファンタジーシリーズ - キャラクタークラスのひとつ。盗むことと逃げることをアピールしている。オンラインゲームである『XI』ではバランス調整による影響で強化と弱体化を繰り返しており、2006年12月現在、前衛単独での戦闘能力はトップクラスに設定されている。
- 魔界戦記ディスガイアシリーズ - メイキングキャラクターのひとつ。専用のアイテムを消費して対象からアイテムや装備だけでなく、ステータスも奪うことができる。舞台が魔界なだけあって、本来の意味での盗賊として登場している。
- RED STONE - 職業のひとつにシーフがある。武器交換をすることで武道家になることも可能。短剣やダートなどの武器を投げて使うのが特徴。隠し扉・隠し宝箱・罠の察知や解除などの非戦闘アクション以外にも解毒・応急処置などの回復系スキル、単体を一撃で倒す暗殺やトラップ、複数に武器を投げつけるスキルなど、全職業中でも最も使いやすい職業のひとつ。
- 崩壊：スターレイル ‐ オンパロスのギミックにおけるキャラクター。別名を「シーフ」バトルズという。オンパロスのマップ探索時、戦利品またはエンドモを回収する際に突如として現れる。祈言ギミックで「シーフ」バトルズの行動を過去に戻し、捕獲することで、戦利品またはエンドモを取り返すことができる。